# Eberhart von Landshut
Eberhart von Landshut oder Eberhard von Landshut (wirkte um 1405 bis 1450) war ein deutschsprachiger Küchenmeister und Kochbuchautor.

## Wirken
Über Eberhart ist nur sehr wenig bekannt. Er war in Landshut Koch von Herzog Heinrich XVI., wie aus der erhaltenen Handschrift seines Kochbuches hervorgeht. In diesem werden theoretische Inhalte aus dem Regimen sanitatis Arnalds von Villanova mit Kapiteln zu Geflügel und Fischen aus der Naturkunde Hildegards von Bingen kombiniert. Der Text wechselt zwischen mittelhochdeutscher und mittellateinischer Sprache. So werden fast alle Auszüge aus Hildegard auf Latein dargeboten, der erste zur Gans jedoch in deutscher Übersetzung (Abschnitt 24). Zwischen den Blättern 59 und 60 ist ein Blatt verloren gegangen, auf dem etwa 15 bis 20 Rezepte Platz gefunden haben.

## Überlieferung
- Augsburg, Universitätsbibl., Cod. III.1.2° 43, Bl. 59r-60v[3] bzw. Bl. 59r-70r[1][2]